# Fred Toones
Pour les articles homonymes, voir Snowflake.
Fred « snowflake » Toones (Comté de Robeson, Caroline du Nord (États-Unis), 5 janvier 1906 – Los Angeles (États-Unis), 13 février 1962), est un acteur afro-américain.
Il est un des acteurs les plus prolifiques de son époque, apparaissant dans plus de 200 films entre 1928 et 1951. Entre  1936 et 1947, Toones travailla sous contrat avec Republic Pictures, apparaissant dans environ 40 des films de cette société de production.
Il joua souvent l'homme noir d'âge moyen avec une voix haut-perchée et un comportement enfantin. Comme « Curly » Howard et Tommy « Tiny » Lister, qui suivirent la tradition d'utiliser un surnom antinomique à la fois comme nom de comédien et comme nom de personnage dans leurs films « Snowflake » (flocon de neige en français) fut le nom de scène par lequel Toones fut le plus connu. Il utilisa ce nom dès son troisième film,  Shanghaied Love sorti en 1931. Dans ce film comme dans plus de 35 autres, « Snowflake » était aussi le nom du personnage joué par Toones.

## Filmographie
- 1928 : Ladies' Night in a Turkish Bath : l’assistant du barbier dans sa boutique
- 1931 : The Galloping Ghost : un fan de football [Ch. 1, 6]
- 1931 : Shanghaied Love : Snowflake
- 1931 : Who's Who in the Zoo de Norman McCabe : rôle mineur
- 1931 : A Private Scandal : Snowflake
- 1932 : Human Targets : Snowflake
- 1932 : Dream House : un acteur dans la scène du harem
- 1932 : Seul contre tous (en) (Single-Handed Sanders) de Charles A. Post : Snowflake
- 1932 : Mark of the Spur : le cuisinier au Ranch
- 1932 : Police Court
- 1932 : The County Fair : Curfew
- 1932 : Arm of the Law : Jackson
- 1932 : Flames : concierge/nettoyeur
- 1932 : Love Is a Racket : un liftier
- 1932 : The Loud Mouth : le père du garçon noir
- 1932 : The Hurricane Express : Sam, le porteur de bagages sur le quai des trains [Chs. 2-3]
- 1932 : La Ruée (American Madness) : Sam, le cireur de chaussures
- 1932 : Out of Singapore : Snowball, le cuisinier
- 1932 : Hat Check Girl : Fred Driver
- 1932 : The Cabin in the Cotton : Ezzy Daniels
- 1932 : Je suis un évadé (I Am a Fugitive from a Chain Gang) de Mervyn LeRoy : un Marine sur le bateau
- 1932 : A Strange Adventure : Jeff
- 1932 : Robbers' Roost : Snowflake
- 1933 : Fast Workers : Mike, ouvrier du bâtiment
- 1933 : Gabriel au-dessus de la Maison-Blanche (Gabriel over the White House) de Gregory La Cava : Sylvester
- 1933 : The Mind Reader : un homme noir - Shill at Hair Tonic
- 1933 : Le Signal (Central Airport) de William A. Wellman : El Paso Craps Shooter
- 1933 : Chercheuses d'or de 1933 (Gold Diggers of 1933) : l'homme du couple
- 1933 : Un cœur, deux poings (The Prizefighter and the Lady) : entraineur
- 1933 : La Soie écarlate (en) (The Silk Express) de Ray Enright : Snowflake, le cuisinier à bord du train
- 1933 : The Mayor of Hell : Mr. Hemingway, le père de Smoke
- 1933 : Don't Bet on Love : Snowflake
- 1933 : Goodbye Again : porteur de bagages sur le quai des trains
- 1933 : Saturday's Millions : porteur
- 1933 : Moi et le Baron (Meet the Baron) de Walter Lang : garçon d'écurie
- 1933 : Une nuit seulement (Only Yesterday) : Bit
- 1933 : Goodbye Love (en) de H. Bruce Humberstone : personnel de prison
- 1933 : Before Midnight : chauffeur de taxi
- 1933 : The Women in His Life : le portier du « The Spot »
- 1933 : Son dernier combat (en) (King for a Night) de Kurt Neumann : masseur
- 1934 : Les Amants fugitifs (Fugitive Lovers), de Richard Boleslawski
- 1934 : Palooka : Smokey
- 1934 : Ever Since Eve : porteur
- 1934 : Quand une femme aime (Riptide) d'Edmund Goulding : Slick (Trent's black valet)
- 1934 : Train de luxe (Twentieth Century) : porteur de bagages sur le quai des trains
- 1934 : Woman Haters (en) : porteur de bagages
- 1934 : I Hate Women : Big Boy
- 1934 : Half a Sinner (en) de Kurt Neumann : Snowflake
- 1934 : Here Comes the Groom : porteur
- 1934 : Voici la marine (Here Comes the Navy) : Cookie, un marin
- 1934 : Murder in the Private Car (en) d'Harry Beaumont : Titus, le portier (voiture)
- 1934 : Good Morning, Eve! : porteur de chariot
- 1934 : Dames : porteur
- 1934 : Something Simple
- 1934 : Death on the Diamond de Edward Sedgwick : porteur
- 1934 : Lady by Choice : Mose
- 1934 : The Gay Bride : le premier cireur de chaussures
- 1935 : Speed Limited : le premier porteur du train Pullman à la gare de Vegas
- 1935 : When a Man's a Man : porteur de bagages sur le quai des trains
- 1935 : A Night at the Ritz : le porteur
- 1935 : Mississippi : valet
- 1935 : Casino de Paris (Go Into Your Dance) : Snowflake (Al's valet)
- 1935 : Stolen Harmony : Henry
- 1935 : Social Error : Shadow
- 1935 : Ten Dollar Raise
- 1935 : What Price Crime? : le préposé au vestiaire
- 1935 : Stage Frights d'Albert Ray
- 1935 : Alibi Ike : portier à l'Hotel Night
- 1935 : Cheers of the Crowd
- 1935 : Annapolis Farewell : chauffeur de taxi
- 1935 : Ladies Love Danger (en) de H. Bruce Humberstone : Lewis
- 1935 : Symphonie burlesque : cireur de chaussures
- 1935 : King Solomon of Broadway : garçon de café
- 1935 : Honeymoon Bridge
- 1935 : Valley of Wanted Men : Snowflake
- 1935 : Jeux de mains (Hands Across the Table) : Snowflake, porteur-messager
- 1935 : Riddle Ranch : Snowflake
- 1935 : Man of Iron : cireur de chaussures
- 1936 : Frontier Justice : Snowflake (le cuisinier)
- 1936 : Freshman Love (en) de William C. McGann : Mose
- 1936 : Black Gold : Snowflake
- 1936 : Just Speeding
- 1936 : Hell-Ship Morgan (en) de D. Ross Lederman : Pittsburgh, le cuisinier sur le bateau
- 1936 : The Lawless Nineties : Moses
- 1936 : La musique vient par ici (The Music Goes 'Round) : un membre du personnel au garage
- 1936 : Hair-Trigger Casey (en) : Snowflake
- 1936 : Wildcat Saunders (en) : Snowflake (valet de Jack / entraineur)
- 1936 : Empreintes digitales (Big Brown Eyes) : cireur de chaussures
- 1936 : Florida Special de Ralph Murphy : garçon de café
- 1936 : Desert Justice : Snowflake (concierge /nettoyeur à la banque)
- 1936 : The Singing Cowboy (en) de Mack Wright : joueur de cor
- 1936 : Romance in the Air : concierge/nettoyeur
- 1936 : La Chevauchée solitaire (The Lonely Trail) de Joseph Kane : Snowflake
- 1936 : Palm Springs : porteur
- 1936 : The Last Outlaw : porteur (autocar)
- 1936 : Les Verts Pâturages (The Green Pastures) : Zubo
- 1936 : Un poing… c'est tout ! (Born to Fight) : Snowflake
- 1936 : Oh, Susanna! de Joseph Kane : porteur de bagages sur le quai des trains
- 1936 : L'Enchanteresse (The Gorgeous Hussy) : Horatius
- 1936 : Bulldog Edition : Washington Jones
- 1936 : The Girl on the Front Page : rôle non précisé
- 1936 : Le Vandale (Come and Get It) de Howard Hawks et William Wyler : porteur
- 1936 : Come Closer, Folks (en) de D. Ross Lederman : porteur
- 1936 : Racing Blood (en) de Victor Halperin : Sad Sam
- 1936 : College Holiday de Frank Tuttle : porteur
- 1936 : Aces Wild : Snowflake
- 1936 : En parade : Snowflake (cireur de chaussures)
- 1936 : A Man Betrayed : Sam
- 1937 : A Day at Santa Anita : Cloudy
- 1937 : Smart Blonde : le porteur recevant un pourboire
- 1937 : Off to the Races : Ebbie
- 1937 : Fair Warning (en) de Norman Foster : porteur
- 1937 : Laurel et Hardy au Far-West (Way Out West) : concierge/nettoyeur
- 1937 : Une étoile est née (A Star Is Born) : l'homme noir dans le box des témoins
- 1937 : Gunsmoke Ranch (en) de Joseph Kane : Snowflake
- 1937 : Yodelin' Kid from Pine Ridge (en) de Joseph Kane : Sam
- 1937 : Range Defenders (en) de Mack V. Wright : cuisinier
- 1937 : Heroes of the Alamo (en) de Harry L. Fraser : Luke
- 1937 : Youth on Parole : porteur
- 1937 : The Duke Comes Back : Snowflake
- 1937 : Wild Horse Rodeo (en) de George Sherman : Snowflake
- 1937 : The Mysterious Pilot : Jubal, le porteur de bagages sur le quai des trains [Ch.1]
- 1937 : She Loved a Fireman : Joe (membre du personnel lors de la danse)
- 1938 : Hawaiian Buckaroo : le cuisinier
- 1938 : Port of Missing Girls : Misery alias Dismal
- 1938 : Jump, Chump, Jump
- 1938 : Riders of the Black Hills : Snowflake
- 1938 : Gold Mine in the Sky (en) de Joseph Kane : le cuisinier au ranch
- 1938 : Trois du cirque (Under the Big Top) de Karl Brown : Juba
- 1938 : Swing That Cheer de Harold D. Schuster : porteur
- 1938 : The Nightshirt Bandit : Sam, le guetteur (non crédité)
- 1938 : Hawk of the Wilderness : George
- 1938 : Ride a Crooked Mile : Tovarish
- 1938 : La Ruse inutile (Red River Range) de George Sherman: Bellhop
- 1939 : King of the Turf (en) d'Alfred E. Green : groom
- 1939 : Mexicali Rose d'Erle C. Kenton : cuisinier
- 1939 : Les Trois Diables rouges (Daredevils of the Red Circle) de William Witney et John English : Snowflake
- 1939 : Hollywood Cavalcade d'Irving Cummings : porteur de bagages sur le quai des trains
- 1939 : Monsieur Smith au sénat (Mr. Smith Goes to Washington) : porteur
- 1939 : Rovin' Tumbleweeds de George Sherman : porteur
- 1939 : Days of Jesse James (en) de Joseph Kane : le concierge/homme de ménage à la banque
- 1940 : Seventeen de Louis King : Genesis, le domestique
- 1940 : L’Aventure d’une nuit (Remember the Night) : Rufus
- 1940 : Pardon My Berth Marks : porteur de bagages sur le quai des trains
- 1940 : Two Gun Sheriff : Snowflake
- 1940 : Gaucho Serenade (en) de Frank McDonald : débardeur sur les quais, à New York
- 1940 : The Biscuit Eater de Stuart Heisler : Sermon
- 1940 : One Man's Law : Snowflake
- 1940 : Carolina Moon (en) de Frank McDonald : Sam, la majordome du First Wheeler
- 1940 : The Tulsa Kid : Snowflake, le cuisinier
- 1940 : Ride Tenderfoot Ride (en) de Frank McDonald : le porteur de bagages qur le quai des trains
- 1940 : I Want a Divorce (en) de Ralph Murphy : porteur
- 1940 : Frontier Vengeance : Snowflake
- 1940 : Le Gros Lot (Christmas in July) : Sam (concierge/nettoyeur)
- 1940 : Texas Terrors : Snowflake
- 1941 : Tall, Dark and Handsome : cireur de chaussures
- 1941 : Golden Hoofs
- 1941 : Back in the Saddle (en) de Lew Landers : porteur de bagages sur le quai des trains
- 1941 : Sleepers West d'Eugene Forde : garçon de café
- 1941 : Repent at Leisure : Rufe
- 1941 : La Chanson du passé (Penny Serenade) : porteur
- 1941 : The People vs. Dr. Kildare (en) d'Harold S. Bucquet : le père noir
- 1941 : The Great American Broadcast : porteur
- 1941 : Tu seras mon mari (Sun Valley Serenade) : porteur
- 1941 : The Apache Kid de George Sherman : Snowflake
- 1941 : Death Valley Outlaws de George Sherman : Snowflake
- 1941 : A Missouri Outlaw de George Sherman : Snowflake
- 1942 : Arizona Terrors de George Sherman : Snowflake
- 1942 : Obliging Young Lady : porteur
- 1942 :  Raiders of the West (en) de Sam Newfield : George Washington Abraham Lincoln « Snowflake » Jones
- 1942 : Groom and Bored
- 1942 : L'Inspiratrice (The Great Man's Lady) : Pogey
- 1942 : Enemy Agents Meet Ellery Queen (en) de James Patrick Hogan : porteur de bagages sur le quai des trains
- 1942 : Give Out, Sisters : valet
- 1942 : Madame et ses flirts (The Palm Beach Story) : George, la barman au Club Car
- 1942 : La Reine de l'argent de Lloyd Bacon : majordome
- 1942 : Queen of Broadway : Mose
- 1943 : A Rookie's Cookie
- 1943 : Haunted Ranch (en) de Robert Emmett Tansey : Sam, le cuisinier
- 1943 : Land of Hunted Men : Snowflake
- 1943 : Who's Superstitious? : joueur de dés
- 1943 : Spy Train : porteur du wagon Pullman (train)
- 1943 : Here Comes Mr. Zerk : Shooting Galley Man
- 1943 : Who's Hugh? : Bellhop
- 1943 : Whistling in Brooklyn S. Sylvan Simon : Fan
- 1944 : Nabonga : l'indigène attaquant Tobo
- 1944 : Hidden Valley Outlaws (en) d'Howard Bretherton : Snowflake
- 1944 : Meet the People : Charlie, le porteur du Pullman (train)
- 1944 : Showboat du Texas (en) (The Yellow Rose of Texas) de Joseph Kane  : Stagehand Wylie
- 1944 : Barbary Coast Gent (en) de Roy Del Ruth : porteur
- 1944 : Firebrands of Arizona de Lesley Selander : Charlie
- 1945 : Jungle Queen : un indigène
- 1945 : Le Poison (The Lost Weekend) : Washroom Attendant at Harry & Joe's Bar
- 1946 : Two Smart People : Clarence le porteur
- 1946 : The Runaround : porteur
- 1946 : Centennial Summer : porteur
- 1946 : G.I. War Brides (en)
- 1946 : Pas de congé, pas d'amour (No Leave, No Love) : porteur
- 1946 : Le Baiser de la mort (The Secret of the Whistler) de George Sherman : Fred
- 1947 : Fool's Gold : Speed
- 1947 : Bells of San Angelo : le cuisinier
- 1947 : The Crimson Key : le barman supplémentaire au Club
- 1947 : Hectic Honeymoon